# C/2010 G1 Boattini
La cometa non periodica C/2010 G1 (Boattini) è la tredicesima cometa scoperta dall'astronomo italiano Andrea Boattini. La cometa è stata scoperta il 5 aprile 2010 nel corso del programma Catalina Sky Survey, utilizzando il telescopio Schmidt di 68 cm installato sul monte Bigelow, in Arizona (Usa).